# VdB 3
vdB 3 è una piccola nebulosa diffusa, visibile nella costellazione di Cassiopea.

## Collocazione astronomica
Si individua al confine con la costellazione di Cefeo, circa un grado a nordest del complesso nebuloso di NGC 7822; la stella centrale che illumina la nube è una gigante arancione di magnitudine 8,4, catalogata come HD 3037, la cui luce conferisce alle polveri illuminate un colore arancione. Il sistema è posto all'interno del Braccio di Orione in direzione dell'estremità orientale del Complesso di Cefeo, a una distanza di poco inferiore ai 600 parsec, e si trova sul bordo di un campo stellare di fondo molto ricco, mentre pochi primi d'arco ad ovest si trovano alcune regioni oscure.